# Citroën C-Métisse

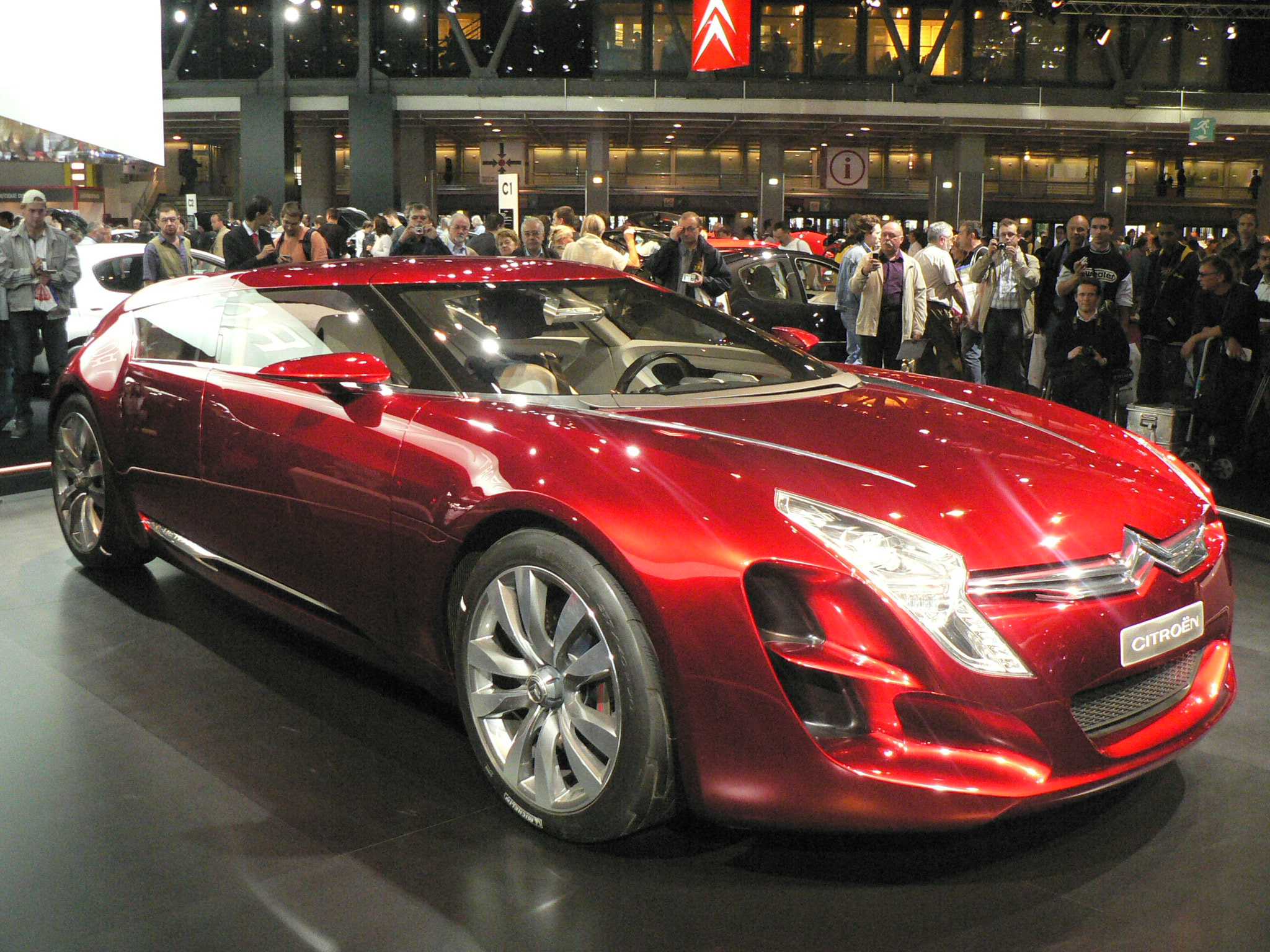
C-Métisse

La C-Métisse est un concept car du constructeur automobile français Citroën présenté au Mondial de l'automobile de Paris en octobre 2006. Il s'agit d'un coupé de grand tourisme doté d'un système de traction hybride diesel.
Elle est équipée d'un moteur V6 HDI FAP de 208 ch, qui entraîne les roues avant. Deux moteurs électriques, conçus par TM4 Systèmes électrodynamiques, sont implantés directement dans les roues arrière et développant chacun un couple unitaire de 400 N m et une puissance de 15 kW (20 ch), qui complètent le moteur thermique. Ce système hybride parallèle offre quatre roues motrices lorsque les conditions de roulage le nécessitent, lequel, allié à la suspension hydraulique et aux différentes aides électroniques à la conduite, permet de bénéficier d'un haut niveau de sécurité active[réf. nécessaire].
La consommation de carburant et donc les émissions de CO2 s'élèvent à 6,5 l/100 km et 174 g/km en cycle mixte, relativement faibles pour une puissance importante (0 à 100 km/h en 6,2 secondes et 1 000 m départ arrêté en 25,4 s).

## Galerie

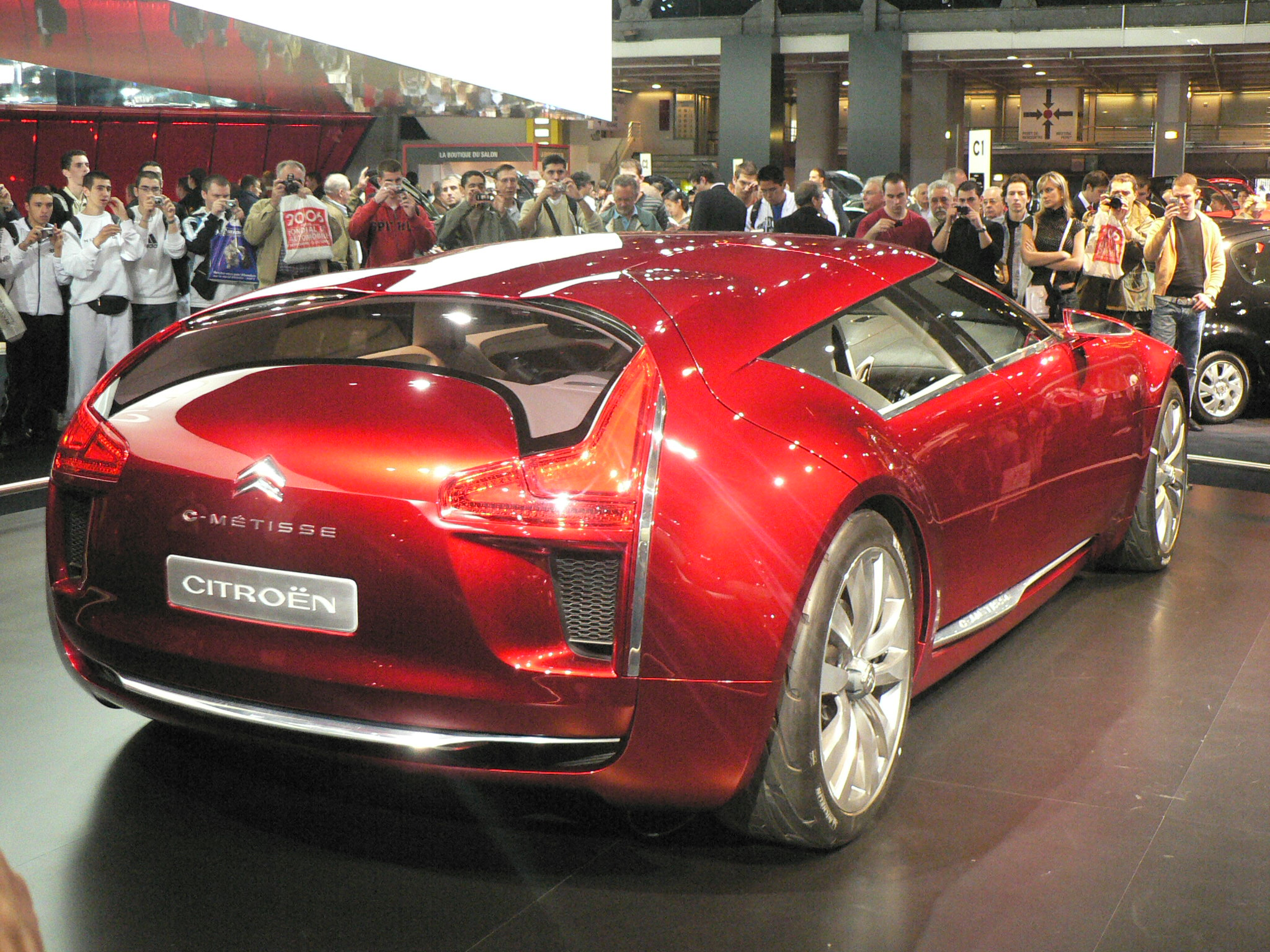
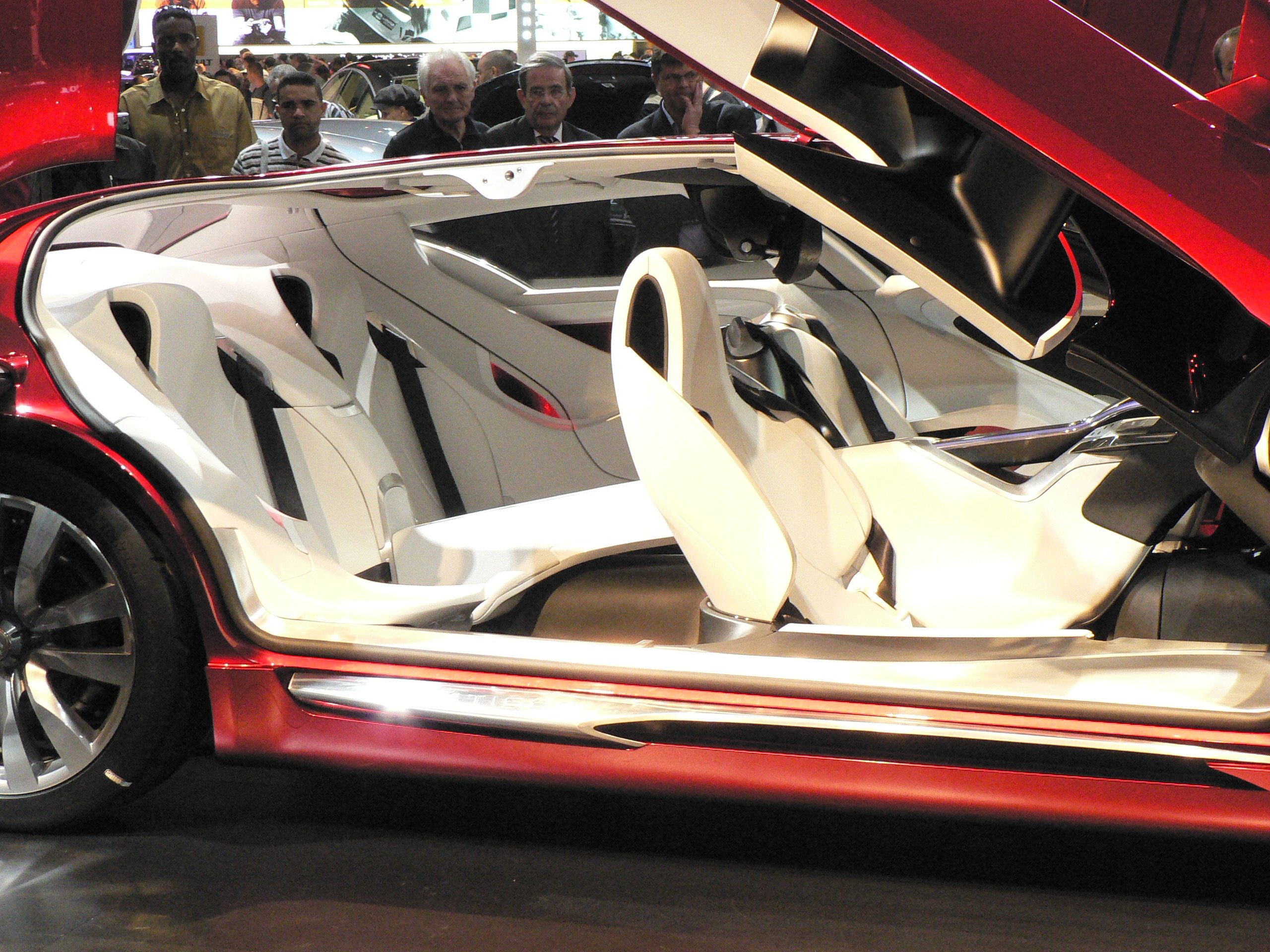